# 1077년

## 연호
- 북송(北宋) 희녕(熙寧) 10년
- 요(遼) 대강(大康) 3년
- 일본(日本) 조호(承保) 4년 / 조랴쿠(承暦) 원년
- 서하(西夏) 대안(大安) 3년
- 리 왕조(李朝) 아인부찌에우탕(英武昭勝) 2년

## 기년
- 고려(高麗) 문종(文宗) 31년
- 북송(北宋) 신종(神宗) 10년
- 요(遼) 도종(道宗) 23년
- 서하(西夏) 혜종(惠宗) 11년
- 리 왕조(李朝) 인종(仁宗) 6년

## 사건
- 1월 28일 카노사의 굴욕